# Immortal – New York 2095: Die Rückkehr der Götter
Immortal – New York 2095: Die Rückkehr der Götter (Immortel (ad vitam)) ist ein 2004 in englischer Sprache gedrehter, aber in Frankreich produzierter Science-Fiction-Film. Basierend auf den ersten beiden Bänden von Enki Bilals Alexander-Nikopol-Trilogie La foire aux immortels („Die Geschäfte der Unsterblichen“, 1980) und La femme piège („Die Frau in der Zukunft“, 1986) verbindet der Film computeranimierte Figuren und Szenerien mit echten, menschlichen Schauspielern. Immortal ist neben Sky Captain and the World of Tomorrow einer der ersten großen Filme, die Schauspieler in einer beinahe gänzlich computergenerierten Welt darstellen und dabei bewusst die künstlichen Elemente nicht real erscheinen lassen. Der Film wurde in Deutschland erstmals am 24. Juli 2004 im Rahmen des Fantasy Filmfests gezeigt.

## Handlung
Der Film findet in einem dystopischen New York im Jahre 2095 statt, in der echte und genetisch veränderte Menschen Seite an Seite mit Mutanten leben.
Über dem in drei übereinander geschichteten Zonen aufgeteilten New York der Zukunft ist eine mysteriöse Pyramide erschienen. An Bord befinden sich die Götter des alten Ägypten, welche über Horus richten. Bevor der Gott seine Unsterblichkeit verlieren soll, bekommt er sieben Tage auf der Erde gewährt.
Die Umweltbedingungen im Central Park sind mit dem Leben eines Sterblichen nicht länger vereinbar, weswegen er offiziell zur verbotenen Zone erklärt wurde.
Zu Beginn wird eine Reihe von Mutanten verhaftet, von denen eine Jill ist, eine junge Frau mit anfangs elektrisch geladenen Kopfschuppen und deformierten inneren Organen und später blauem Haar und menschlicher Anatomie.
Jill scheint erst drei Monate alt zu sein und besitzt eine Palette an verborgenen Fähigkeiten, von denen sie einige kennt und andere nicht. Unbekannt ist ihr, dass sie eines der wenigen Wesen im ganzen Universum ist, welche einen Gott zur Welt bringen können. Von einer Ärztin wird Jill dem heftig umstrittenen Pharmakonzern Eugenics, der auch vor offenem Widerstand gegen die Staatsgewalt nicht zurückschreckt, entzogen. Jill wird wesentlich von John betreut, der die notwendigen Schritte zu ihrer Naturalisierung veranlasst.
Horus nutzt nun seine sieben Tage, um Jill zu suchen und mit ihr sexuell zu verkehren, bevor ihm seine Unsterblichkeit genommen wird. Um diese Aufgabe zu erfüllen, benötigt er einen von gentechnischen Änderungen verschonten Menschen, den er in Nikopol findet – einem politischen Gefangenen, der 30 Jahre zuvor wegen seiner Rebellion gegen die Apartheid sowie wegen seines Wissens um die Korruption des Vaters des derzeitigen Senators Allgood bezüglich illegaler Experimente von Eugenics in Kälteschlaf versetzt worden ist. Nikopol erweist sich als kompatibel, woraufhin Horus zeit- und teilweise von ihm Besitz ergreift, um dessen Körper als Werkzeug für den Zeugungsakt zu benutzen. Im Gespräch mit Horus unterstreicht Nikopol, dass er mit der Vorgehensweise von Horus nicht einverstanden ist, doch er kann sich gegen die übernatürlichen Kräfte von Horus nicht zur Wehr setzen. Als Horus im Körper von Nikopol nun Jill entdeckt, werden sie in ein Netz aus Mord und Intrigen im Zusammenhang mit Eugenics und Allgood verwickelt.
Dieses Netz löst sich schließlich recht schnell und zum Vorteil von Jill auf und endet in der Verbotenen Zone, die kurz darauf verschwindet.
Jill verliert bei diesem Ereignis ihre Erinnerungen, auch die an Nikopol.
Nikopol muss noch seine Reststrafe verbüßen, während Jill mit ihrem Kind, einem Jungen, nach Paris umzieht, wo Nikopol sie durch einen Hinweis von Jills Ärztin findet.
Ihr Kind hat – wie sie früher – blaue, elektrisch geladene Haare.
Nach einem Gespräch zwischen Nikopol und Jill sieht man, dass das Kind sich in einen Raubvogel verwandelt und eine Taube reißt.
Horus ist in der Schlussszene liegend und schwache Lebenszeichen zeigend zu sehen.

## Kritiken
Mark R. Leeper schrieb im Jahr 2006 auf rec.arts.movies.reviews, es sei selten, dass ein Film so viel zum Sehen und so wenig zum Nachdenken bieten würde. Die Handlung kritisierte er als „langwierig“ (tedious). Zuspitzend formulierte er, dass wir in einer virtuellen Realität, die nur aus Nullen und Einsen besteht, die Handlung, die überwiegend aus Nullen besteht, betrachten.
David Cornelius schrieb für Hollywood Bitchslap, Immortal sei so unzusammenhängend, wie man es selten findet, aber sicherlich schön.
James O’Ehley schrieb für Sci-Fi Move Page, dass Immortal ein Fehlschlag, aber immerhin ein interessanter Fehlschlag sei.
Cinema urteilte, der Film sei ein „bildgewaltiger, aber gescheiterter Versuch, CGI-Figuren als ebenbürtige Akteure zu etablieren“.

„‚Immortal‘ ist ein aufregendes und visuell fantastisches Science-Fiction-Märchen, dessen Zukunftsvision mit Klassikern wie ‚Metropolis‘, ‚Blade Runner‘ oder ‚Das fünfte Element‘ zu vergleichen ist. Enki Bilal setzte damit die düstere Stimmung und den feinsinnigen Humor seiner ersten beiden Bände des Comic-Zyklus ‚Alexander Nikopol‘ für die Leinwand um.“

## Soundtrack
Sigur Rós – Hjartað Hamast (Bamm Bamm Bamm)

## Auszeichnungen
Thomas Kretschmann und Charlotte Rampling wurden im Jahr 2004 für den Europäischen Filmpreis nominiert. Jean-Pierre Fouillet wurde 2005 für das Produktionsdesign für den César nominiert.